# HPC Research
HPC Research — чешская промышленная компания.

## История
Предприятие было основано в Чехии в ноябре 2012 года частными инвесторами, выходцами из России — братьями Павлом и Станиславом Дубиниными. Павел Дубинин — выпускник МВТУ им. Н. Э. Баумана.
В 2012—2014 годах компанией была разработана и запатентована конструкция композитных баллонов с использованием технологии PET. В 2015 году было запущено серийное производство композитных баллонов для сжиженных углеводородных газов.
В 2018 году 10 процентов компании было выкуплено индийской корпорацией Supreme Industries.. В 2020 году компания совместно с Institute of Theoretical and Applied Mechanics Чешской академии наук начала реализацию проекта по разработке баллонов высокого давления и технологии для их производства. Проект частично финансируется средствами дотации от технологического агентства TAČR в рамках программы TREND.

## Деятельность
Компания HPC Research работает в области проектирования, отработки и производства пластиковых деталей и изделий из композиционных материалов, а также разработки оборудования для этих производств. Кроме того, осуществляет исследования и разработки в области систем хранения топлива для космических аппаратов.
Так, топливные баки компании используются в ION Satellite Carrier итальянской компании D-orbit, как часть двигательной системы. Впервые баллоны компании были выведены на орбиту 24 января 2021 в составе спутника, размещённого на Transporter-1 Rideshare компании SpaceX.
Продажи продукции компании HPC Research осуществляются по всему миру. На территории бывшего СССР имеются её представительства в России, Украине и Киргизии. Головной офис компании расположен в Праге, производственные площади располагаются в городе Пльзень.